# Tallow
Tallow (irisch Tulach an Iarainn, deutsch „Kleiner Hügel des Eisens“) ist eine Gemeinde im County Waterford, Irland mit insgesamt 1022 Einwohnern (Stand 2022).

## Geographische Lage
Tallow liegt an der Westgrenze des County Waterford, auf dem Wege zwischen den Städten Lismore und Youghal. Das Gemeindegebiet teilt sich in das sehr fruchtbare niedrig gelegene Land im Tal des in den River Blackwater mündenden Bride River und dem weiter südlich gelegenen Oberland. Die Gegend ist durch Schichten unterschiedlicher Sedimentgesteine geprägt, mit Kalkstein und Schiefer im Talbecken und Old-Red-Sandstein im Oberland.

## Geschichte
Auf einer 1716 von Josias Bateman angefertigten Karte finden sich Hinweise auf jungsteinzeitliche Steinsetzungen im Oberland, die fast alle an der Oberfläche inzwischen nicht mehr erkennbar sind. Ebenso gibt es im Oberland Indizien für aus der frühchristlichen Zeit stammenden Raths.
Eine Kirche in Tallow ist für 1199 belegt und möglicherweise geht diese sogar auf die Zeit vor der 1169 beginnenden englischen Invasion zurück. Möglicherweise gehörte die im 13. Jahrhundert bereits deutlich angewachsene Siedlung zu einem Lehen, das die Familie der FitzGeralds im Ende des 12. Jahrhunderts erhielt. Stadtrechte besaß die frühe Siedlung jedoch nicht.
Nach der Niederschlagung der Desmond-Rebellionen fiel Tallow 1587 an Walter Raleigh. Zu dieser Zeit wurde Tallow als heruntergekommen beschrieben und die neuen englischen Siedler mussten zunächst mit wenig Unterstützung und unzureichenden Bedingungen auskommen. Hinzu kam ein wachsender Widerstand der entwurzelten Bevölkerung, die während des überwiegend im Norden stattfindenden neunjährigen Kriegs die Gelegenheit zu zunehmend militanter werdenden Aufständen fand, die im Oktober 1598 ihren Höhepunkt erreichten, als u. a. auch Tallow von den Aufständischen niedergebrannt wurde. Tallow hatte zu dieser Zeit etwa sechzig englische Haushalte. Raleigh war durch die Kriegsfolgen finanziell ausgeblutet und sah sich gezwungen, seine umfangreichen Besitzungen in Munster, zu denen auch Tallow gehörte, 1602 weit unter ihren Wert an Richard Boyle zu verkaufen.
Für Tallow erwies sich der Besitzwechsel als glücklich, da Boyle bereits 1608 ein vom lokalen Holzreichtum profitierendes Eisenwerk in Tallow errichtete, das sehr zu dem wachsenden Wohlstand der Ansiedlung beitrug, die 1613 den Status einer Borough erhielt. In dieser Zeit entwickelte sich Tallow zu einem lokalen Zentrum der englischen Siedler mit Tallowbridge, Curraglass, Lisfinny, Kilmacoe und Moegeley in unmittelbarer Nachbarschaft. 1622 hatte Tallow bereits 150 Häuser. Die Stadt entwickelte sich an zwei sich kreuzenden Straßen und verfügte über ein Courthouse, ein Gefängnis und eine Markthalle. Belege für eine Stadtmauer gibt es nicht, nur eine Landwehr ist für 1641 bezeugt.
Bedeutend wurde die Wolle verarbeitende Textilindustrie in Tallow, die von flämischen und hugenottischen Einwanderern oder englischen Siedlern mit Verbindungen zu den Niederlanden gegründet wurden. Sie alle profitierten von der großzügigen finanziellen Unterstützung durch Boyle. Die Textilien wurden dann über Youghal in die Niederlande verschifft, wo sie zu Fertigwaren weiterverarbeitet wurden. Ebenfalls belegt sind Gerbereien, Brauereien, Getreidemühlen und der Anbau von Tabak. In unmittelbarer Nähe zu Tallow gab es auch eine durch Boyle geförderte Glasindustrie, an die noch durch die Namen der Townlands Curryglass und Glasshouse erinnert wird, die aber bereits im County Cork liegen.
Im 18. Jahrhundert wuchs die Bedeutung der Landwirtschaft. Insbesondere Milchprodukte wurden vermehrt nachgefragt mit der Folge, dass die Bodenpreise und die Pachtzinsen stiegen. Ebenso nahm die Bevölkerung zu. Die Besitzverhältnisse waren überwiegend unverändert geblieben und als Pachteinheiten wurden weitgehend Townlands verwendet. Entsprechend der unterschiedlichen Geographie im Unter- und Oberland ergaben sich angepasste Siedlungsweisen. Im Talbecken lebten die Pachtbauern in Schieferhäusern. Die Anwesen, zu denen teilweise noch ein Molkenhaus, weitere Hütten, Gemüse- und Obstgärten gehörten, waren typischerweise umfriedet und lagen entweder inmitten des jeweiligen Townlands oder in direkter Nachbarschaft zu einer Straße. Im Vergleich dazu waren die aus nur ein bis drei Hütten bestehenden Ansiedlungen im Oberland sehr viel ärmlicher. In der zweiten Hälfte des 18. Jahrhunderts wurden zunehmend Teile des Landbesitzes an die Pächter verkauft. 1790 gehörten nur noch acht von ursprünglich insgesamt 44 Townlands zu dem Devonshire-Besitz, zu dem das Erbe von Richard Boyle gehörte. Im 19. Jahrhundert konzentrierte sich der Besitz jedoch wieder zunehmend auf weniger Familien. Um 1850 verteilte sich 80 % des Landbesitzes auf nur sieben Eigentümer.
Mit Unterstützung des Board of First Fruits wurde 1775 die protestantische St.-Paul-Kirche errichtet, die nur aus einem Kirchenschiff mit Lanzettfenstern und einem Turm besteht. Inzwischen wird die Kirche nicht mehr von der Church of Ireland genutzt. Die katholische Mariä-Empfängnis-Kirche wurde 1836 mit einem Haupt- und Querschiff im frühen Stil der Neugotik erbaut. 1868 kam noch ein Turm hinzu. Das Ortszentrum wird bis heute von den im 19. Jahrhundert erbauten Geschäften und Pubs dominiert.

## Persönlichkeiten
An der Außenwand der Gemeindehalle werden drei Persönlichkeiten mit Gedenktafeln geehrt, die entweder in Tallow geboren oder aufgewachsen sind: John Hogan (1800–1858) war ein Bildhauer überwiegend religiöser Werke, der in Rom arbeitete. Tobias Kirby (1804–1894) war Rektor des Irischen Kollegs in Rom und engster Freund des Kardinals und Dubliner Erzbischofs Paul Cullen. Frank Ryan (1900–1965) war ein Operntenor.

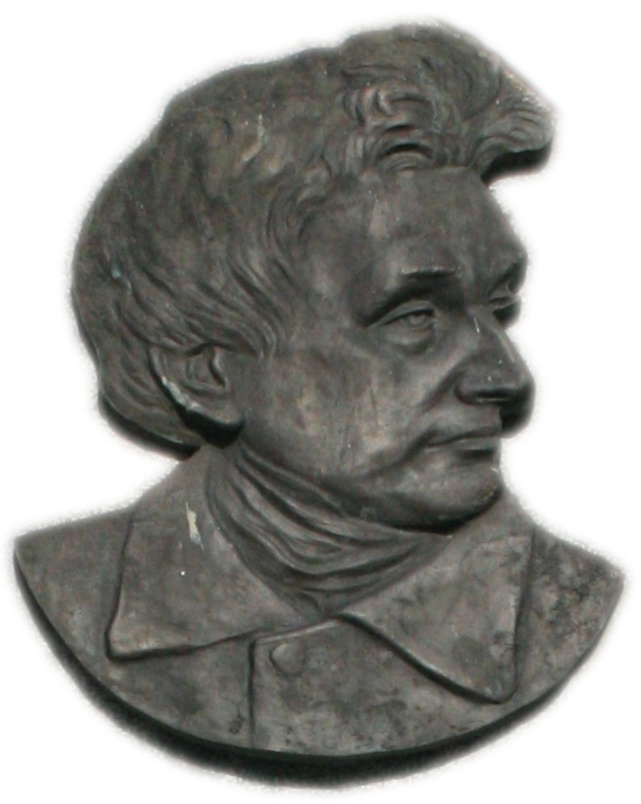
John Hogan
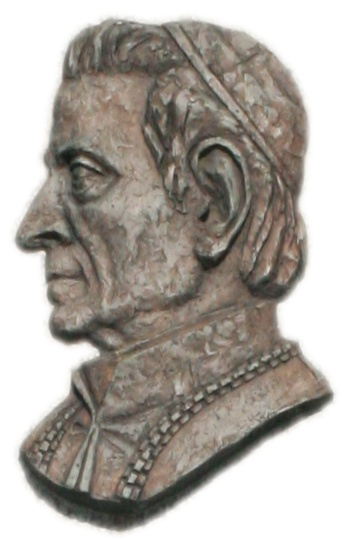
Tobias Kirby
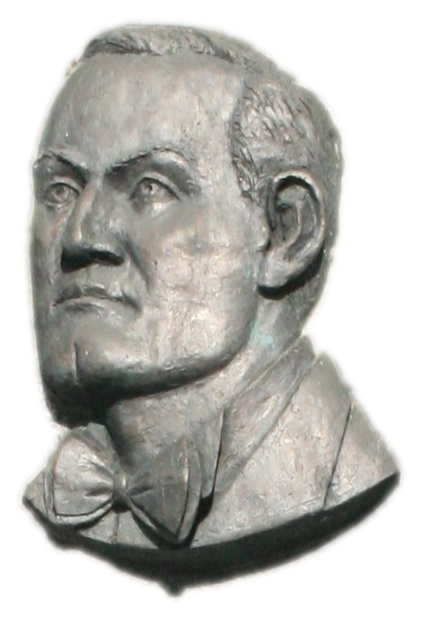
Frank Ryan